# Gong Li
Gong Li (Shenyang, 31 december 1965) (jiaxiang: Shandong, Jinan 山东济南) is een Chinese actrice.
Gong Li is de jongste van vijf kinderen. Haar vader is leraar economie. In 1989 studeerde zij af aan de toneelschool van Peking. In 1996 trouwde zij met de Maleisische zakenman Ooi Wei Ming. Ze woont nu in Hongkong. Gong Li (Li is haar voornaam) is 1,68 meter lang en weegt 56 kilogram. Ze heeft donkerbruin haar en bruine ogen.
Haar eerste film was Het rode korenveld (Engels: Red Sorghum) uit 1987 van regisseur Zhang Yimou, met wie ze tussen 1987 en 1995 een relatie had. In 2006 maakten Gong Li en Zhang Yimou weer een film samen: Curse of the Golden Flower.
De groep Red Hot Chili Peppers schreef in 1999 een lied over haar: Gong Li. Het liedje staat op de cd-single Scar Tissue.
In mei 2019 werd gemeld dat ze getrouwd was met de 17 jaar oudere beroemde Franse componist Jean-Michel Jarre.

## Filmselectie
- 1987 - Het rode korenveld
- 1990 - Ju Dou
- 1991 - Raise the Red Lantern
- 1993 - Farewell My Concubine
- 1994 - The Maidens of Heavenly Mountain
- 1994 - To Live
- 1996 - Temptress Moon
- 1998 - The Emperor and the Assassin
- 2000 - Breaking the Silence
- 2004 - 2046
- 2004 - Zhou Yu's Train
- 2005 - Memoirs of a Geisha
- 2006 - Miami Vice
- 2007 - Curse of the Golden Flower
- 2007 - Hannibal Rising
- 2009 - Shanghai
- 2020 - Mulan

- Bibliothèque nationale de France: cb13986256d (data)
- Catàleg d'autoritats de noms i títols de Catalunya: 981058524515206706
- Gemeinsame Normdatei: 132164515
- International Standard Name Identifier: 0000 0001 2100 4789
- Library of Congress Control Number: nr94035112
- Nationale Bibliotheek van Letland: 000322082
- MusicBrainz: 97a27018-56ac-4e91-92be-06b7817aa4b4
- Nationale Bibliotheek van Tsjechië: xx0146574
- Nationale Bibliotheek van Israël: 987007437402305171
- Nationale Bibliotheek van Polen: a0000002978280
- Nederlandse Thesaurus van Auteursnamen: 098766732
- Système universitaire de documentation: 051972980
- Virtual International Authority File: 33152116
- WorldCat: E39PBJkp4M3D9xqyjXMddcXcfq